# Adaptateur
Pour la notion en génie logiciel, voir Adaptateur (patron de conception).
Un adaptateur est un accessoire qui permet d'adapter ou de connecter deux appareils ou deux pièces, qui n'ont pas été initialement conçus pour être assemblés. Ce type d'accessoire permet de résoudre principalement les incompatibilités de connectique, ou de forme. En informatique, si un adaptateur comporte une partie active, chargée d'adapter/convertir les divers signaux électriques, il est plutôt appelé interface.

## Connectique

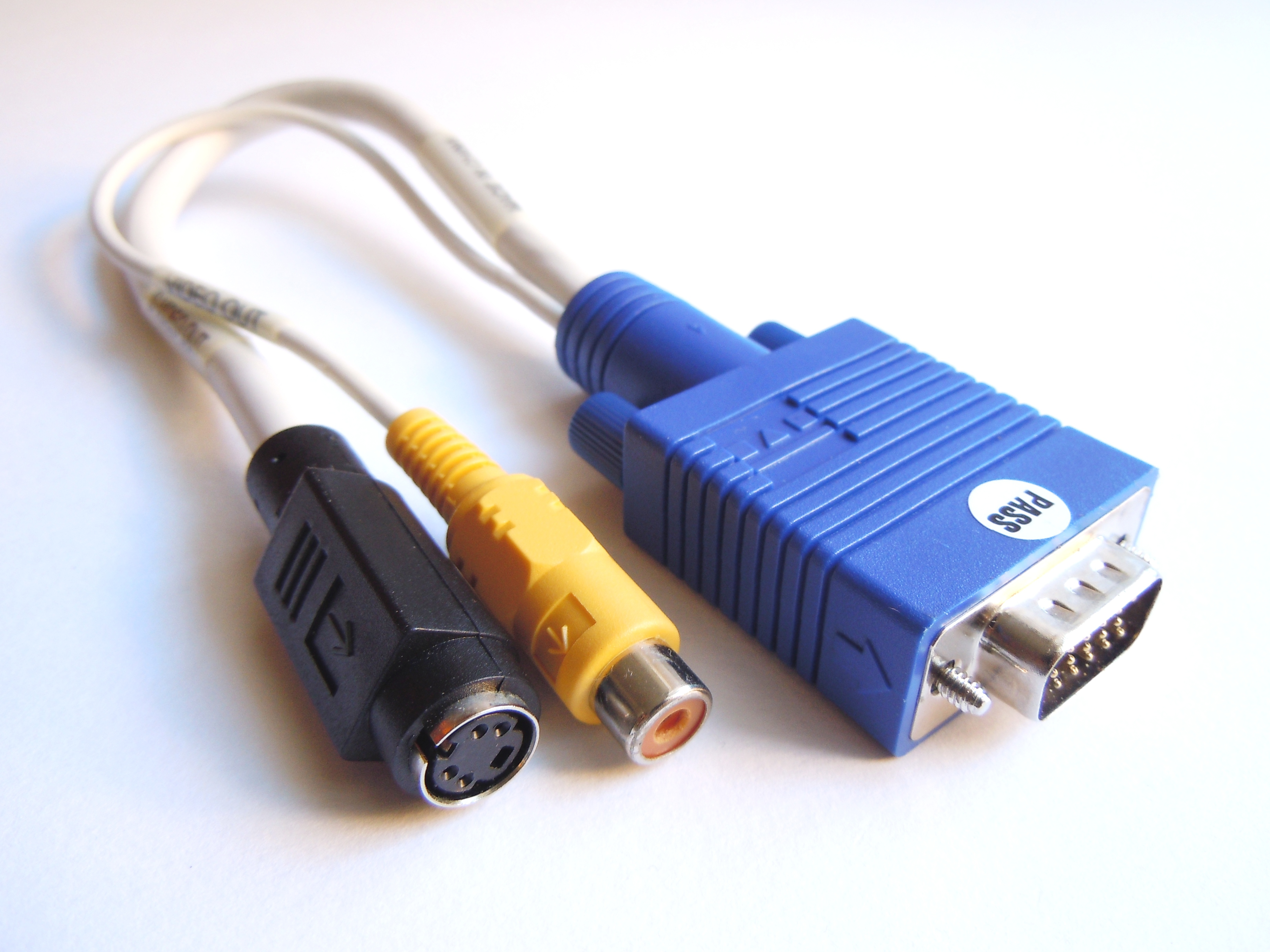
Adaptateur VGA/S-Video

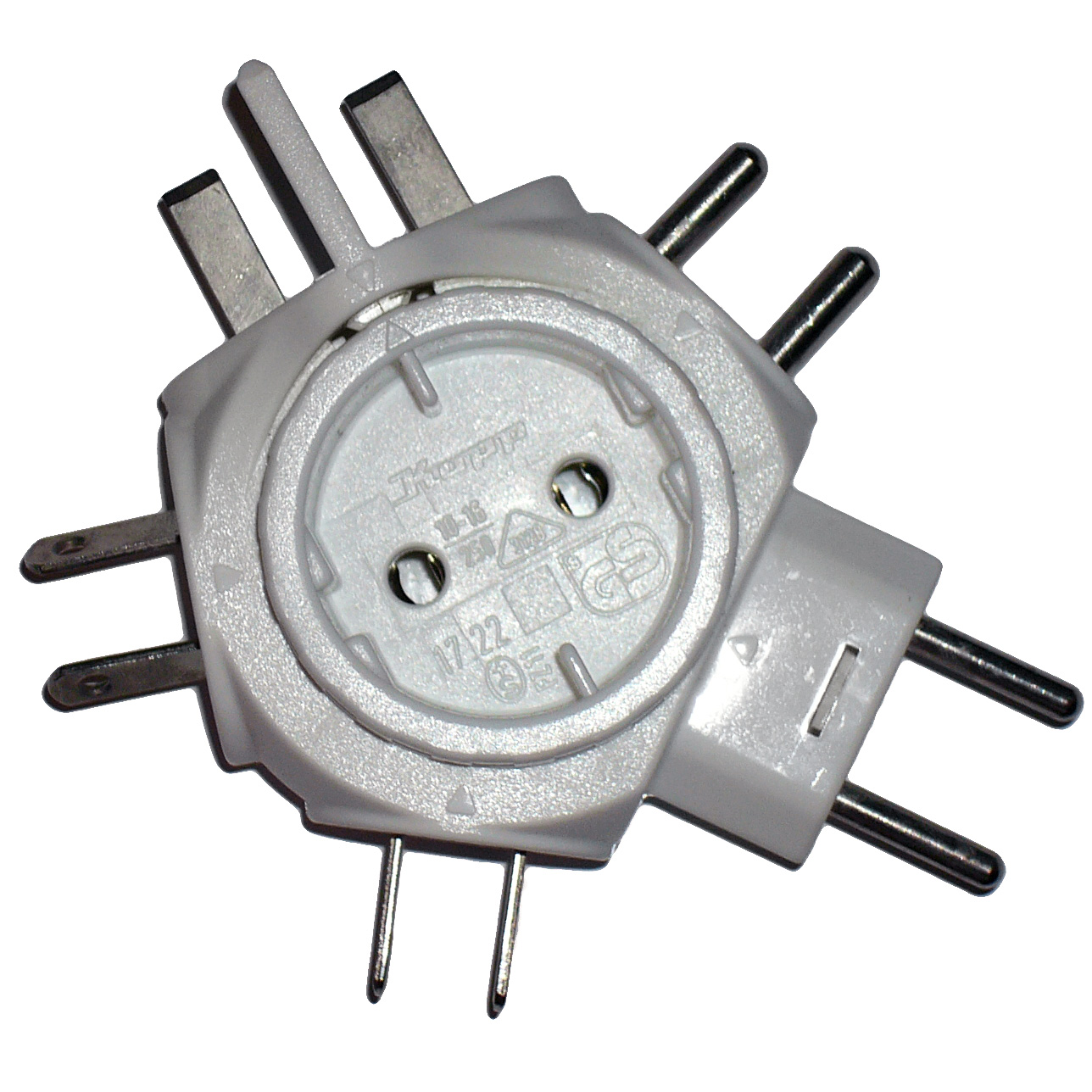
Adaptateur de prise de courant

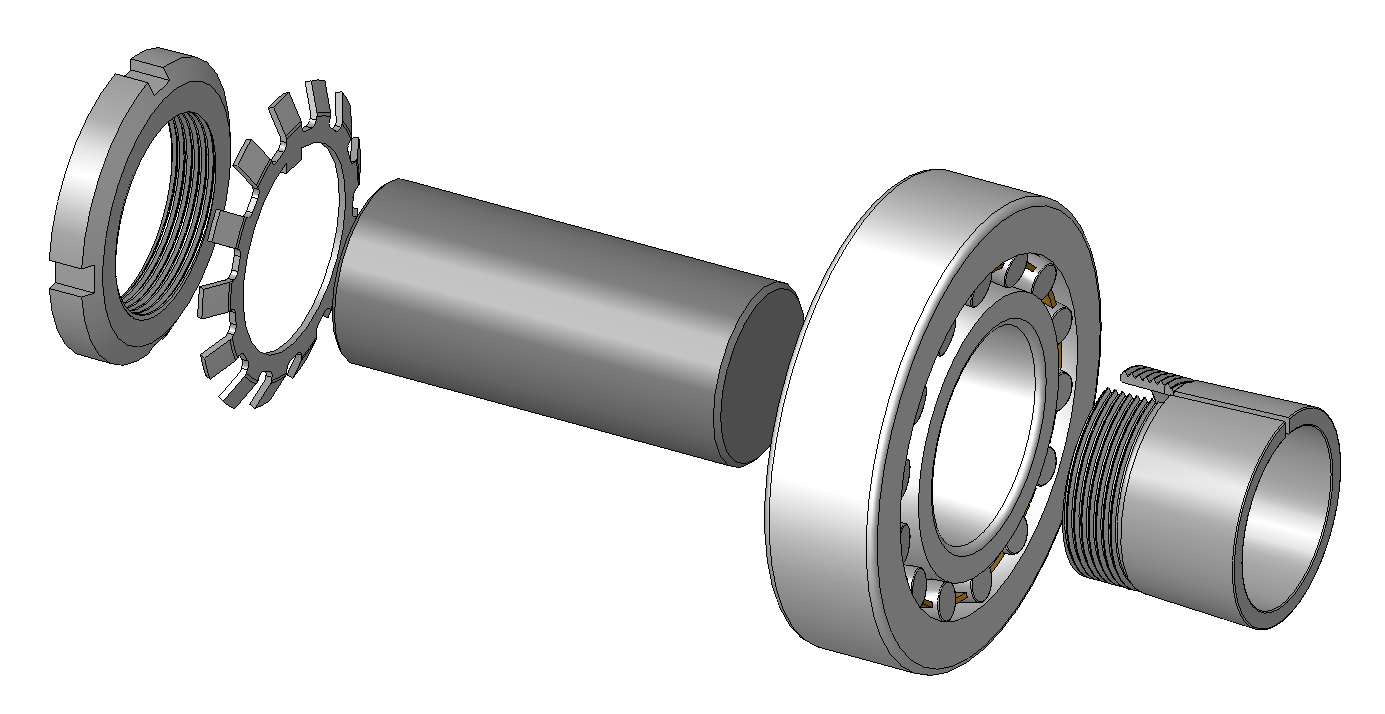
Adaptateur DIN5415

De nombreux types d'adaptateurs existent pour permettre de raccorder des équipements de différents standards.
USBLe connecteur USB devait initialement posséder un seul type de connectique et en possède aujourd’hui un grand nombre. De ce fait, de nombreux adaptateurs permettent de passer d'un standard à l'autre.
VidéoLes systèmes vidéo ont parfois les mêmes informations (RVB par exemple), mais des types de connecteurs différents. Les adaptateurs permettent de connecter des appareils avec des connectiques différentes.

## Électricité
Les adaptateurs sont très nombreux en électrotechnique, tout comme en électronique, la principale cause en est la multitude de normes et standards différents créés par les fabricants de matériels et d'appareils du fait de l'évolution de la technologie mais aussi, parfois par manque de concertation, parfois délibérément pour rendre incompatible leur appareil ou matériel avec ceux de leurs concurrents.
Les personnes voyageant à l’étranger ont également besoin de se munir d’adaptateurs individuels permettant de se brancher sur les prises électriques secteur. C’est aussi le cas pour l’utilisation de matériels importés équipés d’une prise d’alimentation étrangère.

## Mécanique
L'outillage nécessaire à la mise en place des vis, boulons, écrous, de fixation est un domaine où les adaptateurs sont devenus indispensables. En effet les fabricants et ingénieurs rivalisent afin de trouver le meilleur système d'entraînement de la visserie et des moyens de fixation, transformant ce secteur en une véritable jungle pour les utilisateurs. Les outils (tournevis, clés, etc.), deviennent souvent de simples porte-adaptateurs ; ces adaptateurs tenant beaucoup moins de place que les mêmes outils complets adaptés à chaque vis ou boulon, l'utilisateur choisissant un adaptateur dans une collection.

## Plomberie
En plomberie il existe deux types d'adaptateurs :
1. l'un permettant d'ajuster la dimension du diamètre du tube du producteur à celle de l'utilisateur ;
2. l'autre permet de passer du standard métrique aux unités anglo-saxonnes.

Il s'agit le plus souvent de pièces appelées « réductions » qui permettent de relier deux tubes de diamètres différents. Elles peuvent être lisses si les tubes sont assemblés par collage (tuyauterie en PVC) ou par brasage (tuyauterie en cuivre). Dans le cas de tuyauteries filetées, les réductions sont alors filetées et peuvent permettre, en plus d'un changement de diamètre, un changement de type de filetage, puisque deux unités cohabitent : les filetages exprimés en fraction de pouce et ceux exprimés en millimètres.